# Hühndorf
Hühndorf ist ein Ortsteil der Ortschaft Klipphausen in der gleichnamigen Gemeinde im Landkreis Meißen, Sachsen. 

## Geographie
Hühndorf liegt im als Wilsdruffer Land bezeichneten Teil des Meißner Hochlands. Das Dorf ist umgeben von den anderen zu Klipphausen gehörenden Ortsteilen Weistropp und Kleinschönberg im Norden sowie Sachsdorf im Westen. Südwestlich grenzt die Stadt Wilsdruff an, südlich deren Ortsteil Kaufbach. Etwa einen Kilometer südöstlich der Ortslage treffen die Grenzen der Landkreise Sächsische Schweiz-Osterzgebirge und Meißen sowie von Dresden aufeinander. Das südöstlich benachbarte Unkersdorf (Ortschaft Gompitz), das östlich von Hühndorf liegende Rennersdorf (Ortschaft Mobschatz) sowie das nordöstlich angrenzende Oberwartha gehören alle bereits zur sächsischen Landeshauptstadt.
Einen Kilometer südlich von Hühndorf befindet sich die Raststätte „Dresdner Tor“ an der Bundesautobahn 4, die hier im Abschnitt zwischen der Anschlussstelle Wilsdruff und dem Autobahndreieck Dresden-West in Ost-West-Richtung verläuft. Der nördliche Teil der Anlage ist über die Straße „Am Rasthof“ an Hühndorf angebunden. Wichtigste Straße in Hühndorf ist die Weistropper Straße, die den Ortsteil direkt mit Wilsdruff und Weistropp verbindet. Die diese Strecke nutztende Verkehrsgesellschaft Meißen (VGM) mit der Buslinie 423 bindet Hühndorf an Wilsdruff und die Dresdner Ortschaft Cossebaude an. Von der Weistropper Straße zweigt der Stadtweg nach Osten in Richtung Rennersdorf und Unkersdorf ab. Der Hühndorfer Ortskern liegt an der Straße „Dorfberg“, weitere Nebenstraßen im Ort sind der Prinzbachweg und die Straße „Am Klostergut“. Zwischen Hühndorf und der Raststätte entspringt der ostwärts fließende Tännichtgrundbach, der im Tännichtgrund die Grenze zu Dresden markiert.
Der Ortskern liegt am oberen Eingang zum engen Tal des Prinzbaches, der in seinem Hühndorfer Quellkessel eine flache Wiesenmulde bildet. Diese Reliefformen verhinderten die Anlage eines Reihendorfes; stattdessen entstand ein Platzdorf mit einer 229 Hektar großen, gelänge-waldhufenähnlichen Streifenflur. Nördlich von Hühndorf schneidet sich der Prinzbach immer tiefer ins Gelände ein, bis er oberhalb von Constappel in die Wilde Sau mündet. In den anderen Richtungen ist Hühndorf von landwirtschaftlich genutzten Hochflächen umgeben, darunter der Steinberg im Osten und die Hühndorfer Höhe im Südwesten.

## Geschichte

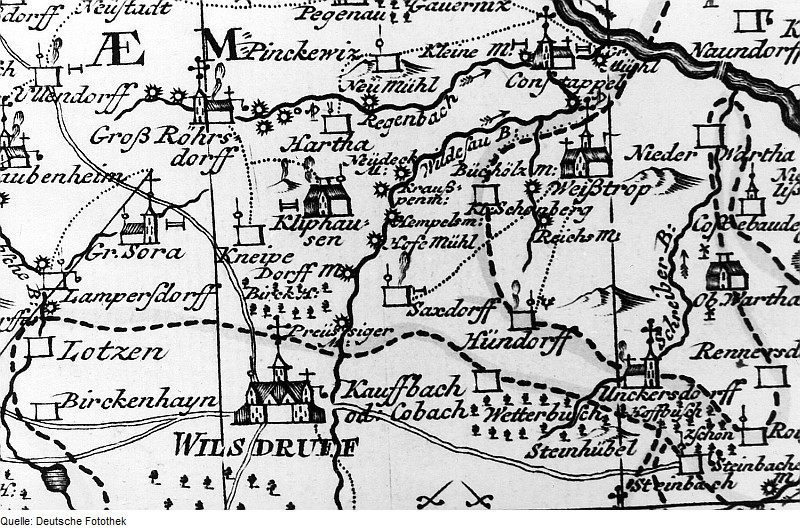
„Hündorff“ auf einer Karte des Amtes Meißen von 1750

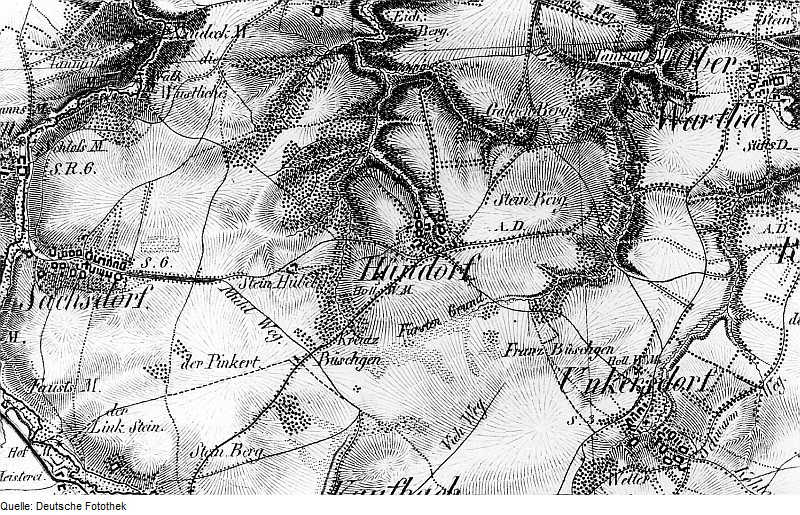
Hühndorf und seine Nachbarorte auf einer Karte aus dem 19. Jahrhundert

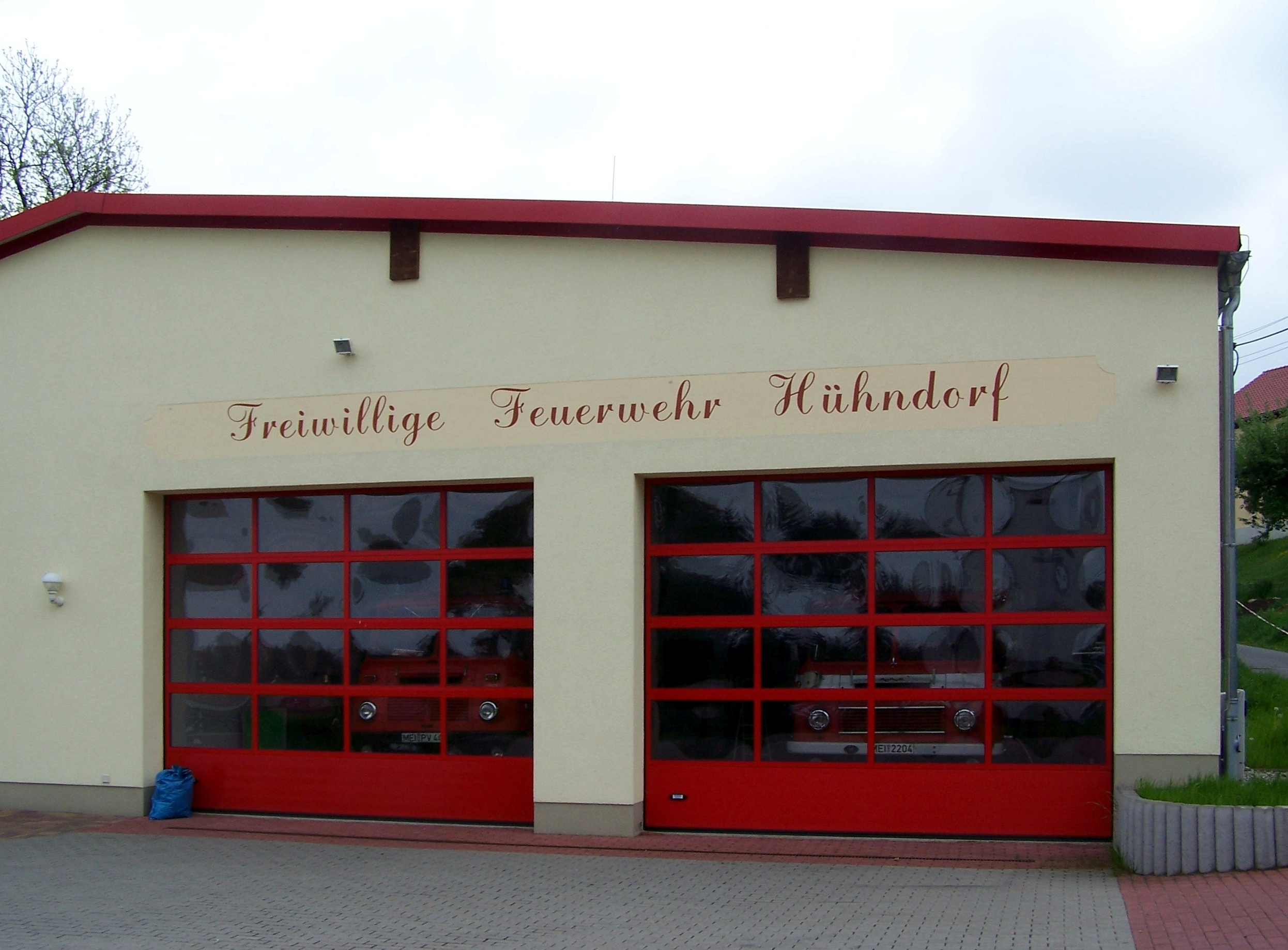
Freiwillige Feuerwehr

Hühndorf wurde laut Blaschkes „Historischem Ortsverzeichnis von Sachsen“ im Jahr 1283 als „Honendorf“ erstmals erwähnt. Andere Quellen weisen 1350 als Jahr der urkundlichen Ersterwähnung aus, so dass Hühndorf 2000 seine 650-Jahr-Feier zelebrierte. Der Ortsname bedeutet „hoch gelegenes Dorf“. Er wandelte sich im Laufe der Jahrhunderte unter anderem über die Formen „Hundorf“, „Hoendorff“ und „Hindorf“ hin zur heutigen Version. Eingepfarrt ist Hühndorf seit Jahrhunderten ins benachbarte Weistropp. Laut einer gern erzählten Sage sollte die Wilsdruffer Jakobikirche ursprünglich auf der nahe gelegenen Hühndorfer Höhe errichtet werden.
Die Grundherrschaft übte zunächst das Meißner Domkapitel aus, verwaltet wurde das Dorf vom Amt Dresden. Nach der Reformation ging die Grundherrschaft an das Prokuraturamt Meißen über. Im Jahre 1856 war Hühndorf zum Gerichtsamt Wilsdruff gehörig und kam danach zur Amtshauptmannschaft Meißen, aus der der gleichnamige Landkreis hervorging. Seine Eigenständigkeit verlor Hühndorf am 1. Juli 1950 durch seine Eingemeindung nach Weistropp, das am 1. Januar 1994 seinerseits nach Klipphausen eingemeindet wurde. Die Freiwillige Feuerwehr Hühndorf besteht seit etwa 1880. Durch den Bau von Eigenheimen stieg die Bevölkerungszahl des Ortsteils in den letzten Jahren leicht an.

### Einwohnerentwicklung
| Jahr | Einwohner                    |
| ---- | ---------------------------- |
| 1547 | 8 besessene Mann             |
| 1764 | 12 besessene Mann, 1 Häusler |
| 1834 | 115                          |
| 1871 | 138                          |
| 1890 | 162                          |
| 1910 | 139                          |
| 1925 | 152                          |
| 1939 | 163                          |
| 1946 | 224                          |
| 2000 | 180                          |